# Brahmina crenicollis
Brahmina crenicollis är en skalbaggsart som beskrevs av Victor Ivanovitsch Motschulsky 1854. Brahmina crenicollis ingår i släktet Brahmina och familjen Melolonthidae. Inga underarter finns listade.